# Philip Mainwaring Broadmead
Sir Philip Mainwaring Broadmead, KCMG, MC (* 3. Dezember 1893; † 1977) war ein britischer Diplomat.

## Leben
Philip Mainwaring Broadmead schloss 1917 sein Studium an der University of Oxford mit einem BA ab und zog in den Ersten Weltkrieg. 1918 hatte er den Dienstrang des Captain erreicht. 1920 trat er im Dienstrang eines Botschaftssekretärs dritter Klasse in den auswärtigen Dienst ein. 1923 wurde er zum Botschaftssekretär zweiter Klasse und 1929 zum Botschaftssekretär erster Klasse befördert. 1937 war er an der Botschaft in Washington akkreditiert. 1940 wurde er zum Botschaftsrat befördert. 1944 wurde er in den Order of Saint Michael and Saint George aufgenommen. Broadmead leitete 1945 im Foreign Office die seit 1941 als North American Departement bezeichnete Abteilung.
Von 1947 bis 1950 war Broadmead Minister (Gesandter) in Damaskus.
| Vorgänger                           | Amt                                                      | Nachfolger                     |
| ----------------------------------- | -------------------------------------------------------- | ------------------------------ |
| Montague Bentley Talbot Paske Smith | Britischer Botschafter in Kolumbien 1945–1947            | Gilbert MacKereth              |
| —                                   | Britischer Botschafter in Syrien 1947–1950               | William Horace Montagu-Pollock |
| Pierson John Dixon                  | Britischer Botschafter in der Tschechoslowakei 1950–1953 | Derwent William Kermode        |

## Verweise
| Personendaten    | Personendaten                |
| ---------------- | ---------------------------- |
| NAME             | Broadmead, Philip Mainwaring |
| KURZBESCHREIBUNG | britischer Botschafter       |
| GEBURTSDATUM     | 3. Dezember 1893             |
| STERBEDATUM      | 1977                         |